# Friedrich Bachmann (Mathematiker)

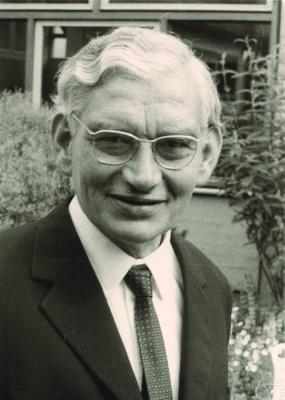
Friedrich Bachmann, 1969

Friedrich Bachmann (* 11. Februar 1909 in Wernigerode; † 1. Oktober 1982 in Kiel) war ein deutscher Mathematiker, der sich mit Geometrie und Gruppentheorie beschäftigte.

## Leben und Wirken
Friedrich Bachmann wurde als Sohn eines Pfarrers und Lehrers in Wernigerode am Harz geboren. Sein Großvater war der Mathematiker Paul Bachmann. Nach dem Abitur in Münster studierte er ab 1927 in Münster und Berlin, dabei wurde er auch Mitglied des Münsterschen Wingolfs. 1933 wurde er an der Westfälischen Wilhelms-Universität in Münster bei Heinrich Scholz, dessen Assistent er seit 1931 war, in mathematischer Logik promoviert (Untersuchungen zur Grundlegung der Arithmetik mit besonderer Beziehung auf Dedekind, Frege und Russell. Münster, Kramer 1934). Er begann dort auch mit Vorarbeiten zur Herausgabe von Gottlob Freges Briefwechsel unter anderem mit Bertrand Russell. Danach war er ab 1935 Assistent in Marburg bei Kurt Reidemeister, wo er sich der Geometrie zuwandte und sich 1939 habilitierte.
Ab 1941 war Bachmann Privatdozent in Königsberg und ab 1943 an der Humboldt-Universität Berlin. Ab 1949 war er Professor an der Christian-Albrechts-Universität Kiel, wo er 1977 emeritiert wurde. Bekannt wurde er für seine Arbeiten über Geometrie, besonders für seine axiomatische Begründung der Elementargeometrie mit Spiegelungsoperationen (vorher von Johannes Hjelmslev und anderen begonnen). 1959 erschien dazu sein Hauptwerk Aufbau der Geometrie aus dem Spiegelungsbegriff beim Springer-Verlag.
Er war auch an den mathematikdidaktischen Projekten der Schule von Heinrich Behnke in Münster beteiligt und ist Mitautor der „Grundzüge der Mathematik“ von Behnke u. a., von der auch eine englische Übersetzung bei der MIT-Press 1986 erschien.
Zu seinen Doktoranden zählen Andreas Dress und Rolf Lingenberg.
Er war mit einer Urenkelin Bismarcks, Alexandra von Bredow, verheiratet und hatte mit ihr ein Kind.

## Schriften
- Eine Begründung der absoluten Geometrie in der Ebene. Mathematische Annalen, Band 113, 1937
- Zur Begründung der Geometrie aus dem Spiegelungsbegriff. Mathematische Annalen, Band 123, 1951, S. 341.
- mit Eckart Schmidt: {\displaystyle n}-Ecke. BI Hochschultaschenbuch 1970.
- Ebene Spiegelungsgeometrie – eine Vorlesung über Hjelmslevgruppen. BI Verlag 1989.
- Algebra. Wissenschaftliche Buchgesellschaft 1990.
- Aufbau der Geometrie aus dem Spiegelungsbegriff. 1959, (2. Auflage. Springer 1973)
- mit Heinrich Behnke, Kuno Fladt, Wilhelm Süss (Hrsg.): Grundzüge der Mathematik. Band 2, Geometrie. Vandenhoeck & Ruprecht, 1960, 1971 (Abschnitte über Spiegelungen, absolute Geometrie).